# Eucharia luctuosa
Eucharia luctuosa är en fjärilsart som beskrevs av Charles Oberthür 1912. Eucharia luctuosa ingår i släktet Eucharia och familjen björnspinnare. Inga underarter finns listade i Catalogue of Life.